# Volkswagen EcoRacer
O Volkswagen EcoRacer é um protótipo da Volkswagen, apresentado ao público no Tokyo Motor Show de 2005. Foi projetado por Cesar Muntada, um designer nascido em Barcelona, que anteriormente trabalhou no Centro de Design da PSA Peugeot, Audi, e da Honda. Sua proposta é combinar o desempenho de um modelo esportivo com a economia de combustível. O baixo consumo de combustível é possibilitado graças à carroceria leve, feita de fibra de carbono, e ao motor movido a diesel. O EcoRacer tem uma aerodinâmica pensada para cortar o vento e um cockpit aberto que pode ser trocado por um coberto.
A traseira do carro caracteriza-se 'C shaped' com uma lanterna LED fixada para o corpo funcionar.
A semelhança com conceitos anteriores da VW pode ser vista no cano de descarga, que é semelhante aos utilizados no modelo Volkswagen W12 cupê, de 2003.